# 1971 au Yukon
Chronologie du Yukon
- 1967
- 1968
- 1969
- 1970
- 1971
- 1972
- 1973
- 1974
- 1975

Cette page concerne des événements d'actualité qui se sont produits durant l'année 1971 dans le territoire canadien du Yukon.

## Politique
- Commissaire : James Smith (en)
- Législature : 22e

## Événements

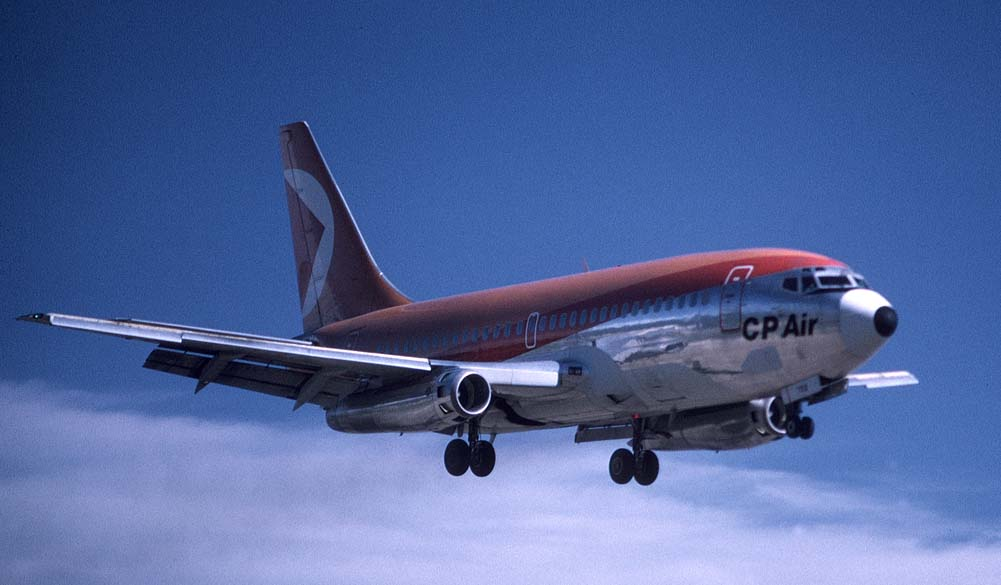
CP Air 737 approchant de Whitehorse

- Hubert Patrick O'Connor devient le 2e évêque du diocèse de Whitehorse.
- Ouverture du Poste frontalier de Poker Creek–Little Gold Creek.

## Décès
- Andrew Harold Gibson (en), commissaire du Yukon (º 1883)